# Academia Carioca de Letras
A Academia Carioca de Letras, anteriormente denominada como Academia Pedro II, é uma entidade constituída como associação de cultura literária da cidade do Rio de Janeiro e tem como finalidade a cultura da língua e da literatura nacional.

## História

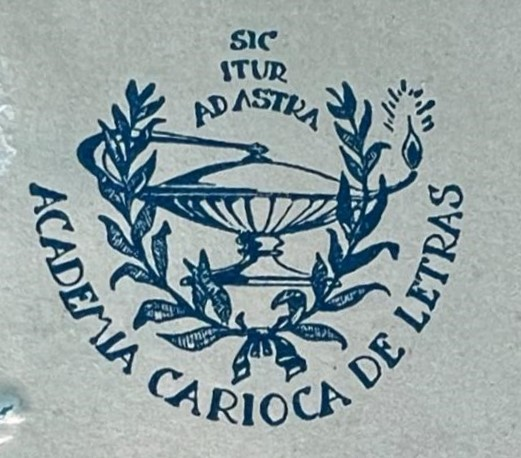
Símbolo oficial.

Foi criada  em 8 de abril de 1926, como Academia Pedro II, e em 2 de dezembro de 1929 mudou para a atual denominação; fincando-se como importante instituição literária, a Academia Carioca contou dentre seus membros diversos Acadêmicos que posteriormente também tornaram-se Imortais da Academia Brasileira de Letras, como o jurista Pontes de Miranda.
Concede o prêmio literário "Raul de Leoni", que já contemplou grandes nomes de nossas letras, como o poeta Camillo de Jesus Lima.
Sua sede localiza-se no centro do Rio de Janeiro, na avenida Augusto Severo, e abriga uma importante biblioteca. Acesso: https://web.archive.org/web/20161002143830/http://academiacariocadeletras.org.br/

## Reconhecimentos legais
A instituição é oficialmente reconhecida de utilidade pública federal pelo Decreto nº 4.971, de 1934; de utilidade pública estadual pela Lei nº 753, de 1965; e órgão consultivo do Estado do Rio de Janeiro em assuntos culturais pela Lei nº 970, de 1966.

## Publicação
Desde 1935 edita a Revista da Academia Carioca de Letras.
A Academia Carioca de Letras é uma entidade constituída como associação de cultura literária da cidade do Rio de Janeiro e tem como finalidade a cultura da língua e da literatura nacional.

## História
Foi criada  em 8 de abril de 1926, como Academia Pedro II, e em 2 de dezembro de 1929 mudou para a atual denominação; fincando-se como importante instituição literária, a Academia Carioca contou dentre seus membros diversos Acadêmicos que posteriormente também tornaram-se Imortais da Academia Brasileira de Letras, como o jurista Pontes de Miranda.
Concede o prêmio literário "Raul de Leoni", que já contemplou grandes nomes de nossas letras, como o poeta Camillo de Jesus Lima.
Sua sede localiza-se no centro do Rio de Janeiro, na avenida Augusto Severo, e abriga uma importante biblioteca. Acesso: https://web.archive.org/web/20161002143830/http://academiacariocadeletras.org.br/

## Reconhecimentos legais
A instituição é oficialmente reconhecida de utilidade pública federal pelo Decreto nº 4.971, de 1934; de utilidade pública estadual pela Lei nº 753, de 1965; e órgão consultivo do Estado do Rio de Janeiro em assuntos culturais pela Lei nº 970, de 1966.

## Publicação
Desde 1935 edita a Revista da Academia Carioca de Letras.

## Acadêmicos
A atual composição da ACL se apresenta na quantidade de quarenta "cadeiras acadêmicas", que são preenchidas da seguinte maneira:
| Número da cadeira | Titular                                 | Patrono                                               | Antecessores |
| ----------------- | --------------------------------------- | ----------------------------------------------------- | --- |
| 1                 | Teresa Cristina Meireles Oliveira       | Antonio José da Silva, conhecido pelo apelido O Judeu | Cândido Jucá Filho Djacir Menezes Edmo Rodrigues Lutterbach                                                                        |
| 2                 | Arno Wehling                            | Alvarenga Peixoto                                     | Carlos Sussekind Jonas de Moraes Correia Filho                                                                                     |
| 3                 | Cláudio Aguiar                          | Monsenhor Pizarro e Araújo                            | Almachio Diniz Evaristo de Moraes Leopoldo Braga Carlos de Oliveira Ramos Abeylard Pereira Gomes Francisco Silva Nobre             |
| 4                 | Sonia Sales                             | Antônio de Morais Siva                                | Lindolfo Gomes Jorge de Lima Moacyr Silva Antenor Nascentes Paulino Jacques Armindo Pereira Marcos Almir Madeira                   |
| 5                 | Adriano Espínola                        | Monte Alverne                                         | Honório Silvestre Carlos Maul José Eduardo Pizarro Drummond Emanuel de Moraes                                                      |
| 6                 | Martinho da Vila                        | Evaristo da Veiga                                     | Heitor Moniz Antônio Assumpção Fernando Segismundo                                                                                 |
| 7                 | João Cezar de Castro Rocha              | Visconde de Araguaia                                  | Ivan Lins Paschoal Carlos Magno Prado Kelly José Maria Othon Sidou                                                                 |
| 8                 | Nilton Bonder                           | Justiniano José da Rocha                              | Raul Pederneiras L. F. Vieira Souto J. C. De Melo E Sousa (Malba Taham) Joaquim Inojosa Paschoal Villaboim Filho Murilo Melo Filho |
| 9                 | Gilberto Mendonça Teles                 | Martins Pena                                          | Alvarenga Peixoto Jonathas Serrano Murilo Araújo                                                                                   |
| 10                | Cardeal Dom Orani João Tempesta         | Joaquim Norberto                                      | Luciano Lopes Monsenhor Guilherme Schubert Stella Leonardos                                                                        |
| 11                | Nelson Mello e Souza                    | Francisco Otaviano                                    | Alfredo Cumplido de Sant'Anna Nísia Nóbrega Antonio William Fontoura Chaves                                                        |
| 12                | Juçara Regina Viégas Valverde           | Laurindo Rabello                                      | Fábio Luz Mário Linhares Benjamin Moraes Filho Yves de Oliveira Liborni Siqueira                                                   |
| 13                | Cícero Sandroni                         | Manuel Antônio de Almeida                             | Prado Ribeiro Adelino Magalhães Horácio de Almeida Dagmar Chaves                                                                   |
| 14                | Sérgio Fonta                            | Dom Pedro II                                          | J. Paulo de Medeiros Paulo Coelho Neto Álvaro Faria Ronaldo Mourão                                                                 |
| 15                | Edir Meireles                           | Quintino Bocayuva                                     | Afonso Costa Homero Prates Murilo Cardoso Fontes Elysio Condé Jorge Picanço Siqueira                                               |
| 16                | Paulo César Martinez y Alonso           | França Júnior                                         | Atílio Milano Alvaro Moreyra Luiz Peixoto Gastão Pereira da Silva ylvio de Oliveira                                                |
| 17                | Tom Farias                              | Machado de Assis                                      | Modesto de Abreu Oliveiros Litrento Reynaldo Valinho Alvarez                                                                       |
| 18                | Antônio Carlos Secchin                  | Visconde de Taunay                                    | Alcides Bezerra Osório Dutra Herculano Borges da Fonseca Leodegário Amarante de Azevedo Filho                                      |
| 19                | Paulo Roberto Pereira                   | Luiz Guimarães                                        | Hermeto Lima Nelson Romero Povina Cavalcanti Heitor Fróes Humberto Peregrino Antonio Olinto                                        |
| 20                | Godofredo de Oliveira Neto              | Barão do Rio Branco                                   | Victor Ferreira Alves João Lyra Filho J. Caruso Madalena                                                                           |
| 21                | Ivan Cavalcante Proença                 | Gonçalves Crespo                                      | Mello Nóbrega Theophilo de Andrade Francisco Agenor Ribeiro da Silva                                                               |
| 22                | Claudio Murilo Leal                     | Ferreira de Araújo                                    | Leôncio Correia Francisco Leite Haroldo Valadão Venâncio Igrejas                                                                   |
| 23                | Omar da Rosa Santos                     | Vieira Fazenda                                        | M. Nogueira da Silva Carlos da Silva Araújo Olavo Dantas Geraldo Halfeld                                                           |
| 24                | Eduardo Coutinho                        | Carlos de Laet                                        | Henrique Lagden Oscar Tenório Oscar Dias Corrêa José Arthur Rios                                                                   |
| 25                | Ana Arruda Callado                      | Valentim Magalhães                                    | J. B. de Mello e Souza Sylvio de Abreu Fialho Mellilo Moreira de Mello João Christiano Maldonado E. G. de Campos                   |
| 26                | Tania Zagury                            | Júlia Lopes de Almeida                                | Afonso Lopes de Almeida Nelson Costa Luiz de Castro Souza                                                                          |
| 27                | Dirce de Assis Cavalcanti               | Gonzaga Duque                                         | Carlos Rubens Edgar Sussekind de Mendonça Frederico Trotta Sílvio Meira Jonas de Morais Correia Neto                               |
| 28                | Silvio Tendler                          | Tito Lívio de Castro                                  | Saladino de Gusmão Pádua de Almeida Fernando Sales Marita Vinelli                                                                  |
| 29                | Waldir Ribeiro do Val                   | Olavo Bilac                                           | Henrique Orciuoli Arthur Machado Paupério                                                                                          |
| 30                | Marcos Vilaça                           | Mário Pederneiras                                     | Zeferino Barroso Heitor Beltrão Renato de Mendonça Íris de Carvalho Drummond Vasco Mariz                                           |
| 31                | Maria Apparecida Picanço Goulart        | Alberto Faria                                         | Othon Costa Lyad de Almeida |
| 32                | Mary Del Priore                         | Mário de Alencar                                      | Lemos Brito Mário da Veiga Cabral Pontes de Miranda Dahas Chade Zarur                                                              |
| 33                | Miriam Halfim                           | Mário Barreto                                         | Jacques Raimundo Victor de Sá Padre Jorge O'Grady de Paiva Ana Helena Ribeiro                                                      |
| 34                | Ricardo Cravo Albin                     | Arthur Motta                                          | Roberto Macedo Edgard de Magalhães Gomes Antonio Justa                                                                             |
| 35                | Maria Beltrão                           | Luís Carlos                                           | Bernardino José de Souza Manuel Paulo Filho Lasinha Luiz Carlos Ovídio Cunha Luís Ivani de Amorim Araújo                           |
| 36                | Domício Proença Filho                   | Lima Barreto                                          | Phocion Serpa Joaquim Thomas de Paiva Geraldo de Menezes                                                                           |
| 37                | Alcmeno Bastos                          | Paulo Barreto                                         | Paulo Magalhães Antônio Vieira de Melo Aloysio Tavares Picanço                                                                     |
| 38                | Luiz Fernando Whitaker Tavares da Cunha | Vicente Licínio Cardoso                               | Castilhos Goycochea |
| 39                | Maria Amelia Amaral Palladino           | Ronald de Carvalho                                    | Sílvio Júlio M. Pinto de Aguiar Tobias Pinheiro                                                                                    |
| 40                | José Bernardo Cabral                    | Moacyr de Almeida                                     | D. Martins de Oliveira Alcides Carneiro Vicente Faria Coelho Humberto Braga                                                        |